# L'Herbe sauvage
L'Herbe sauvage è un film del 1977 diretto da Henri Duparc.

## Trama
Una coppia appartenente alla borghesia ivoriana composta da una dottoressa e un imprenditore si trova ad affrontare una crisi sia sentimentale che professionale. A causa degli impegni professionali passano molto tempo distanti mentre i momenti condivisi li spendono in litigi. Il marito trova così rifugio nelle braccia di un'altra donna, intenzionato a separarsi dalla moglie.

## Produzione
Prodotto dalla Société Ivoirienne de Cinéma, il film fu girato in 16 mm, gonfiato poi a 35 mm.

## Distribuzione
Venne distribuito in Francia il 20 maggio 1977 e il 15 luglio 1978 in Giappone. È conosciuto anche con il titolo internazionale Wild Grass.

### Accoglienza
Per il suo secondo lungometraggio, Duparc stabilisce definitivamente il suo stile e la sua firma, la denuncia fatta con umorismo. Una critica dolce-amara della società africana e le sue difficoltà nel conciliare la famiglia tradizionale con la vita moderna.
Duparc colloca la donna al centro dei suoi film dando valore alle sue attrici: per la sua interpretazione Viviane Touré è stata considerata migliore attrice alle Giornate cinematografiche di Cartagine del 1978. Notevole è la colonna sonora di Manu Dibango, che dà ritmo al passaggio da una vita soffocante all'assunzione della libertà.

## Riconoscimenti
- 1978 - Giornate cinematografiche di Cartagine
  - Miglior attrice